# Sirifila-Boundy
Sirifila-Boundy is een gemeente (commune) in de regio Ségou in Mali. De gemeente telt 33.000 inwoners (2009).
De gemeente bestaat uit de volgende plaatsen:
- Bagadadji
- Banissiraila
- Darsalam
- Fassoun
- Hèrèmakono
- Médina
- Medina Coura
- N'Débougou (hoofdplaats)
- N'Gounado Coura
- Nara
- Niobougou
- Ringandé
- Sangarela
- Siengo
- Siguiwoucé
- Tigabougou
- Tigabougou ND5